# Kanton Tomblaine
Der Kanton Tomblaine war von 1982 bis 2015 ein französischer Wahlkreis im Arrondissement Nancy im Département Meurthe-et-Moselle. Hauptort des Kantons war die Gemeinde Tomblaine. Der Kanton hatte (1999) 23.224 Einwohner auf einer Fläche von 109,56 km².

## Lage

Kantone im Département Meurthe-et-Moselle
Lage des Kantons Tomblaine im Arrondissement Nancy

## Gemeinden
Der Kanton umfasste zwölf Gemeinden:
| Gemeinde                  | Einwohner Jahr | Fläche km² | Bevölkerungsdichte | Code INSEE | Postleitzahl |
| ------------------------- | -------------- | ---------- | ------------------ | ---------- | ------------ |
| Art-sur-Meurthe           | 1.244 (2013)   | 11,47      | 108 Einw./km²      | 54025      | 54510        |
| Buissoncourt              | 270 (2013)     | 6,91       | 39 Einw./km²       | 54104      | 54110        |
| Cerville                  | 585 (2013)     | 8,19       | 71 Einw./km²       | 54110      | 54420        |
| Erbéviller-sur-Amezule    | 82 (2013)      | 4,45       | 18 Einw./km²       | 54180      | 54280        |
| Fléville-devant-Nancy     | 2.341 (2013)   | 7,4        | 316 Einw./km²      | 54197      | 54710        |
| Gellenoncourt             | 71 (2013)      | 3,61       | 20 Einw./km²       | 54219      | 54110        |
| Haraucourt                | 704 (2013)     | 12,48      | 56 Einw./km²       | 54250      | 54110        |
| Laneuveville-devant-Nancy | 5.932 (2013)   | 12,47      | 476 Einw./km²      | 54300      | 54410        |
| Lenoncourt                | 594 (2013)     | 11,53      | 52 Einw./km²       | 54311      | 54110        |
| Réméréville               | 517 (2013)     | 13,46      | 38 Einw./km²       | 54456      | 54110        |
| Tomblaine                 | 8.041 (2013)   | 5,55       | 1449 Einw./km²     | 54526      | 54510        |
| Varangéville              | 3.850 (2013)   | 12,04      | 320 Einw./km²      | 54549      | 54110        |

## Bevölkerungsentwicklung
| 1962   | 1968   | 1975   | 1982   | 1990   | 1999   | 2006   | 2012   |
| ------ | ------ | ------ | ------ | ------ | ------ | ------ | ------ |
| 16.443 | 18.626 | 21.583 | 21.820 | 22.801 | 23.224 | 23.971 | 24.089 |